# Robert Pine
Robert Pine, pseudonimo di Granville Whitelaw Pine (Scarsdale, 10 luglio 1941), è un attore statunitense.

## Biografia
È il figlio di Virginia Whitelaw e Granville Martin Pine, avvocato.
È conosciuto per aver interpretato dal 1977 al 1983 il ruolo del sergente Joseph Joe Getraer nella serie televisiva della NBC CHiPs e per il ruolo di Stephen Logan nella soap opera Beautiful.
È apparso in altri telefilm, come Star Trek: Voyager, Magnum, P.I., Supercar, JAG - Avvocati in divisa, Six Feet Under e Grey's Anatomy, mentre per il cinema ha ottenuto delle piccole parti in Independence Day e in Red Eye.
Sposato dal 1969 con l'attrice Gwynne Gilford, ha due figli: Katherine (1972) e Chris, entrambi attori.

## Filmografia parziale

### Cinema
- Pistole roventi (Gunpoint), regia di Earl Bellamy (1966)
- La dolce vita... non piace ai mostri (Munster, Go Home!), regia di Earl Bellamy (1966)
- Angeli nell'inferno (The Young Warriors), regia di John Peyser (1966)
- 7 volontari dal Texas (Journey to Shiloh), regia di William Hale (1968)
- Un piccolo indiano (One Little Indian), regia di Bernard McEveety (1973)
- Io e gli orsi (The Bears and I), regia di Bernard McEveety (1974)
- Il giorno della locusta (The Day of the Locust), regia di John Schlesinger (1975)
- L'impero delle termiti giganti (Empire of the Ants), regia di Bert I. Gordon (1977)
- La banda delle frittelle di mele colpisce ancora (The Apple Dumpling Gang Rides Again), regia di Vincent McEveety (1979)
- Independence Day, regia di Roland Emmerich (1996)
- Confidence - La truffa perfetta (Confidence), regia di James Foley (2003)
- Red Eye, regia di Wes Craven (2005)
- Love's Unfolding Dream, regia di Harvey Frost (2007)
- La terrazza sul lago (Lakeview Terrace), regia di Neil LaBute (2008)
- Jobs, regia di Joshua Michael Stern (2013)
- Annie Parker (Decoding Annie Parker), regia di Steven Bernstein (2013)
- Frozen - Il regno di ghiaccio (Frozen), regia di Chris Buck, Jennifer Lee (2013) - voce
- Il segreto di Natale (Christmas Under Wraps), regia di Peter Sullivan (2014)
- Mother's Day, regia di Garry Marshall (2016)
- Era mio figlio (The Last Full Measure), regia di Todd Robinson (2020)
- A proposito dei Ricardo (Being the Ricardos), regia di Aaron Sorkin (2021)

### Televisione
- Convoy – serie TV, episodio 1x09 (1965)
- Il virginiano (The Virginian) – serie TV, 4 episodi (1965-1969)
- I giorni di Bryan (Run for Your Life) – serie TV, episodio 1x26 (1966)
- The Danny Thomas Hour – serie TV, episodio 1x09 (1967)
- Selvaggio west (The Wild Wild West) – serie TV, episodio 4x19 (1969)
- La congiura (The Brotherhood of the Bell), regia di Paul Wendkos – film TV (1970)
- Ai confini dell'Arizona (The High Chaparral) – serie TV, episodio 3x20 (1970)
- Bert D'Angelo Superstar – serie TV, 11 episodi (1976)
- Charlie's Angels – serie TV, episodi 1x09-2x14 (1976-1977)
- CHiPs – serie TV, 139 episodi (1977-1983)
- Alla conquista dell'Oregon (The Oregon Trail) – serie TV, episodio 1x13 (1978)
- Magnum, P.I. – serie TV, 3 episodi (1983-1988)
- Supercar (Knight Rider) – serie TV, episodio 4x05 (1985)
- La signora in giallo (Murder, She Wrote) – serie TV, 5 episodi (1986-1996)
- Star Trek: Voyager – serie TV, episodio 3x03 (1996)
- Beautiful (The Bold and the Beautiful) – serie TV, 32 episodi (1988-2001)
- NCIS - Unità anticrimine (NCIS) – serie TV, episodi 1x05-15x01 (2003-2017)
- Senza traccia (Without a Trace) – serie TV, 1 episodio (2004)
- Criminal Minds – serie TV, episodio 1x20 (2005)
- Cold Case - Delitti irrisolti (Cold Case) – serie TV, episodio 4x07 (2006)
- The Office – serie TV, 3 episodi (2009-2010)
- Castle – serie TV, episodio 2x04 (2009)
- The Mentalist – serie TV, episodio 3x11 (2010)
- Parks and Recreation – serie TV, episodio 4x06 (2011)
- Dr. House - Medical Division (House, M.D.) – serie TV, episodio 8x07 (2011)
- Desperate Housewives – serie TV, 1 episodio (2012)
- Grey's Anatomy – serie TV, episodio 12x21 (2016)
- Una renna sotto l'albero (Romance at Reindeer Lodge), regia di Colin Theys – film TV (2017)
- Cinque giorni al Memorial (Five Days at Memorial) – miniserie TV, 8 episodi (2022)
- Magnum P.I. – serie TV, episodi 4x17-4x18 (2022)

## Doppiatori italiani
Nelle versioni in italiano delle opere in cui ha recitato, Robert Pine è stato doppiato da:
- Pietro Biondi in CHiPs '99, Dr. House  - Medical Division, Jobs
- Silvio Anselmo in Charlie's Angels (ep. 2x12), The Middle
- Toni Orlandi in NCIS - Unità anticrimine (ep. 1x05), 9-1-1: Lone Star
- Luigi La Monica in Senza traccia, Il segreto di Natale
- Luciano De Ambrosis in Cold Case - Delitti irrisolti, The Mentalist
- Luciano Roffi in Un piccolo indiano
- Francesco Pannofino in Io e gli orsi
- Gianni Marzocchi in Charlie's Angels (ep. 1x09)
- Sergio Di Stefano in Top Secret
- Alessandro Rossi in Casa Keaton
- Romano Malaspina ne La signora in giallo (ep. 3x09, 6x10)
- Carlo Cosolo ne La signora in giallo (ep. 10x02, 11x08, 12x24)
- Diego Reggente ne La terrazza sul lago
- Andrea Lala in CHiPs
- Luciano Melani in Beautiful
- Giorgio Locuratolo in Star Trek: Enterprise
- Dario De Grassi in Criminal Minds
- Michele Kalamera in Big Love
- Sergio Di Stefano Leverage - Consulenze illegali
- Emilio Cappuccio in Castle
- Saverio Moriones in CSI - Scena del crimine
- Natale Ciravolo in Annie Parker
- Carlo Valli in Mother's Day
- Carlo Reali in Private Practice
- Gianni Giuliano in Cinque giorni al Memorial
- Paolo Marchese in NCIS - Unità anticrimine (ep. 15x01)
- Oliviero Dinelli in Magnum P.I.

Da doppiatore è sostituito da:
- Oliviero Dinelli in Frozen - Il regno di ghiaccio